# Liste der Kulturdenkmäler in Dessighofen
In der Liste der Kulturdenkmäler in Dessighofen sind alle Kulturdenkmäler der rheinland-pfälzischen Ortsgemeinde Dessighofen aufgeführt. Grundlage ist die Denkmalliste des Landes Rheinland-Pfalz (Stand: 8. Dezember 2023).

## Einzeldenkmäler
| Bezeichnung | Lage                  | Baujahr | Beschreibung                                                                                         | Bild            |
| ----------- | --------------------- | ------- | --- | --------------- |
| Hofanlage   | Kehlbachstraße 2 Lage | 1853    | Hofanlage; Wohnhaus, teilweise Zierverschieferung, bezeichnet 1853, Fachwerkscheune, 19. Jahrhundert | Fotos hochladen |
| Hofanlage   | Kehlbachstraße 9 Lage | 1912    | Hofanlage; Wohnhaus, bezeichnet 1912, zwei Fachwerkscheunen, teilweise verputzt                      | Fotos hochladen |